# Mohamed Mehdi Hasan
Mohamed Mehdi Hasan (bengalisch মোহাম্মদ মেহেদী হাসান; * 14. September 1971) ist ein ehemaliger bangladeschischer Leichtathlet.

## Karriere
Mohamed Mehdi Hasan trat bei den Olympischen Sommerspielen 1992 in Barcelona an. Er startete bei den 400-Meter-Läufen und mit Golam Ambia, Shahanuddin Choudhury und Shah Jalal in der Staffel.